# Парфений
Парфе́ний — мужское личное имя. Восходит к др.-греч. Παρθένιος; «παρθένος» («партенос» — «целомудренный, девственный, чистый») в древнегреческой мифологии — эпитет Зевса, Геры, Артемиды, Афины (ср. Парфенон).

## История имени
Использовалось в античную эпоху как личное имя: так же, как и многие другие эпитеты языческих божеств. В христианский именослов имя попало после канонизации святителя Парфения Лампсакийского (IV век).
Старая календарная форма: Парфен. Народные формы: Парфён, Парфентий, Порфентий, Порфеня, Панфёр. Разговорные формы: Парфей, Пархентей, Пархом.
Производные формы: Парфеня, Феня, Парфёша, Парфёха и др.
В средневековой Руси имя было распространённым; его варианты послужили основой для образования нескольких русских фамилий: Парфёнов, Панфёров, Пархомов, Пархоменко.

## Носители, известные только по имени

### Святые
- Святой Парфений[укр.] — раннехристианский мученик армянского происхождения (ум. в 250), пострадавший в Риме во время правления императора Деция.
- Парфений Кизилташский (1815—1867) — игумен Кизилташского монастыря в Крыму, преподобномученик.
- Парфений Киевский (Краснопевцев; 1790—1855) — иеросхимонах, духовник Киево-Печерской лавры, преподобный Киевский.

### Православные патриархи
- Парфений I — патриарх Константинопольской православной церкви (1639—1644)
- Парфений II — патриарх Константинопольской православной церкви (дважды: 1644—1646; 1648—1651).
- Парфений III (ум. 1657) — патриарх Константинопольской православной церкви (1656—1657).
- Парфений IV — патриарх Константинопольской православной церкви (пятикратно, между 1657 и 1685 годами).

- Парфений I (ум. 1688) — патриарх Александрийской православной церкви (1678—1688).
- Парфений II (ок. 1735—1805) — патриарх Александрийской православной церкви (1788—1805).
- Парфений III (1919—1996) — патриарх Александрийской православной церкви (1987—1996).

- Парфений (кон. 1680-х — 1770) — патриарх Иерусалимской православной церкви (1737—1766).

### Другие православные архиереи, архимандриты, игумены
- Парфений — епископ Смоленский во второй половине XIV века[1].
- Парфений (Агеев) (1806—1878) — схиигумен, основатель Гуслицкого Спасо-Преображенского монастыря, духовный писатель.
- Парфений (Брянских) (1881—1937) — епископ Русской православной церкви, епископ Ананьевский, викарий Одесской епархии.
- Парфений (Гуриновский) (1770—1812) — архимандрит Русской церкви, педагог и ректор Пермской духовной семинарии.
- Парфений (Даниилидис) (1881—1964) — епископ Александрийской православной церкви, митрополит Пилусийский.
- Парфений Лампсакийский (IV век) — христианский святой, епископ Лампсакийский.
- Парфений (Левицкий) (1858—1922) — епископ Русской православной церкви, архиепископ Тульский и Белёвский.
- Парфений (Нарциссов) (1831—1909) — первый игумен Елеонской общины в Иерусалиме.
- Парфений Небоза (ум. 1704) — митрополит Холмогорский и Важский.
- Парфений (Петров) (1748—1819) — епископ Архангельский и Холмогорский.
- Парфений (Постников) (ум. 1766) — архимандрит Русской православной церкви, педагог и ректор Троицкой лаврской семинарии в Москве в начале второй половины XVIII века.
- Парфений (Сопковский) (1717—1795) — епископ Смоленский и Дорогобужский.
- Парфений (Чертков) (1782—1853) — архиепископ Воронежский и Задонский, ранее Владимирский и Суздальский.

### Остальные
- Парфений — один из организаторов убийства Домициана (позднее убит преторианцами).
- Парфений Никейский (ум. после 72 до н. э.) — древнегреческий поэт и писатель.
- Парфений Павлович — первый пробудитель болгарского пробуждения (1695—1760).
- Парфений Юродивый

## Другие значения
- Парфений — древнегреческий город на Боспоре Киммерийском, в черте нынешнего города Керчи.
- Парфений, Павел Александрович (род. 1986) — молдавский певец и композитор, бывший солист группы «SunStroke Project».